# Индијска газела
Индијска газела (лат. Gazella bennettii) је врста сисара из реда папкара (Artiodactyla) и породице шупљорожаца (Bovidae). 

## Угроженост
Ова врста није угрожена, и наведена је као последња брига јер има широко распрострањење.

## Распрострањење
Ареал врсте је ограничен на мањи број држава. 
Врста је присутна у Пакистану, Ирану, Авганистану (непотврђено) и Индији.

## Станиште
Станишта врсте су шуме, екосистеми ниских трава и шумски екосистеми, брдовити предели и пустиње. 